# 激・戦国無双
『激・戦国無双』（げき・せんごくむそう）は、2005年12月8日にコーエーから発売されたPlayStation Portable用のアクションゲームである。

## システム
PSP用無双シリーズの先駆けであるPSP版の真・三國無双の流れを汲み、戦国無双シリーズで唯一タクティカルパートとアクションパート(小戦闘と呼ばれる)が展開される。基本は前述の真・三國無双を、ラッキー武将は戦国無双を参照。
真・三國無双と違い、その戦場に登場する者をも副将として連れて行け、階級もない。また獲得すると永続し、撃破されてしまっても無制限に続投させうる。相変わらず自分自身は連れて行けない。
真・三國無双と違い、タクティカルパートはターン制となっており、まずプレイヤーが移動するか移動しないかを選び、移動先が敵の陣地であるか敵武将に邂逅すれば、小戦闘が始まる。一度に複数エリア移動できた場合、敵の陣地を通過して味方の陣地へ到達すると、小戦闘にならずに通り道を制圧する。終了するか始まらなかったら、敵味方も同じく移動するか移動しないかを選び、それでプレイヤーのもとへ敵武将が来ると、またもや小戦闘となる。それから、遭遇している敵味方の決着がつくと負けたほうが倒され、決着がつかないとそのまま、次のターンへ移る。シナリオ全体の制限時間に代わり、100ターン制限が課せられる。
真・三國無双と違い、小戦闘では通常「敵総大将や守備頭や隠密頭や傾奇者を打倒(いずれも最初からいる)」「撃破数を稼ぐ(副将が出現した軍団は、副将を殲滅するか更に撃破数を稼ぐ)と出現する軍団長や侍大将(軍団長でなければ一定数撃破毎に出現し、計3人)を撃破」「味方荷駄兵3人を敵侍大将や傾奇者から守る(いずれも軍団長でない)」「制限時間以内に敵詰所頭を6人倒す」「制限時間中に倒せるだけ倒す」「制限時間で20人討つ」のいずれかのミッションが発生し、勝利する度に優・良・可の3段階で評価されるほか、計50人撃破毎に攻撃力・防御力・知力・移動速度の成長か戦術符を獲得する。
真・三國無双と違い、小戦闘で戦闘技能を使えない代わりに、タクティカルパートで自軍武将を回復・強化したり敵武将を妨害したりするアイテム「戦術符」を用いることができ、4枚まで持て、過剰に入手すると入れ替えか諦めるかを選ぶ。戦術符の効果に、1ターンでプレイヤーが2度移動できるというものがあり、移動先に2度とも敵がいて後から更に敵が来れば小戦闘もそのターン中に3回となる。戦術符の効果のみで敵武将にとどめを刺すことは一切できない。
知力とは、戦術符による回復量やダメージ、敵からの戦術符への耐性を上げるバラメータである。
特定のマスには葛籠や、通常は入手するまで存在すら判明しない秘宝があり、通過すると入手できる。それや敵武将や傾奇者(軍団長)の自力撃破によって桐箱や戦術符、小判や金塊のほか、タクティカルパートで使って水辺や門や雪山や大筒に作用する「計略符」などを入手できる。
真・三國無双と違い、敵本陣が存在しないうえ敵総大将を倒しても終了せず他に勝利条件が存在するシナリオがあり、味方本陣の陥落の他にも特定の味方が倒されることと逃げる敵が脱出地点の陣地に到達すること、そして初期味方詰所が喪失されることが敗北条件になる場合もある。また勝敗条件がイベントで変わる場合もある。
どの武将も初期装備は戦国無双 猛将伝と同じだが、桐箱を入手すると武器を獲得できるようになっており、戦国無双 猛将伝から初期装備と同じもののほかにも更に一人2種類が実装されている。武将毎に定められたシナリオで条件を満たしたとき環境設定で難易度を「難しい」「修羅」にしていたら、貴重品を入手したと報告が入り、戦国無双 猛将伝での第二秘蔵武器が、秘蔵武器として手に入る。以後、通常の桐箱より秘蔵武器の付加効果違いが出現することがあるようになる。
真・三國無双と違い、勲功を累積させると自分の階級が育つ。5に達すると副将を3人以下引率できる。10以上にするとプレイアブルキャラクターにもなる武将達に加え徳川家康と浅井長政を「無双副将」として従えられるようになる。15以上にすると副将を最多の4人引率できる。最高の20に達した武将は、真・三國無双3の無双武将を無双副将として獲得できる。東方武士団、西方武士団、織田軍それぞれでエンドロールを迎えると、真・三國無双3から趙雲、劉備、夏侯惇、曹操、孫尚香、孫堅、貂蝉、呂布が、嵐に乗り薩摩に現れる「無双の継承者たち」が出現し、プレイヤー隊のみだが8人と連戦できる。

## キャラクター
戦国無双と戦国無双 猛将伝の武将達が3グループに別れ、更にその中にもグループを構成してシナリオが展開している。
東方武士団
武田軍
武士団の盟主・武田信玄の下に真田幸村やくのいちのような甲斐出身者たちが所属している。お忍びで京から堺を経由して四国へと向かい、西方武士団とも対決した。西方武士団が織田信長を討伐できた場合、信玄がそのまま東国を治めた。九州へ脱出した織田信長を東方武士団が討伐した場合、信玄が隠居を図って幸村に統率権を譲った。信玄が死んでしまった場合、後継軍が上杉連合と連合して織田軍に反乱を続けた。
上杉連合
武田信玄の織田軍との和睦に反対して一度決裂した上杉謙信ら越後出身者たちと伊達政宗ら奥州出身者たちに、武田軍に依頼されて今川義元ら駿河出身者たちが合流したのである。浅井軍が織田軍についた場合、北陸を治める彼らに手取川で迎撃され織田軍本軍の援来もあり敗れてしまい、姉川経由で逃走。一般武将の最上義光や南部晴政、津軽為信、佐竹義重、北条氏康が率いる出羽・陸奥・常陸・相模出身者たちを、倒して吸収合併した。そこで武田・徳川軍と和解し武士団を再結成した。信長の死後、伊達軍が海外へ旅立った。信玄が死んでしまった場合、織田軍から東国を守って抵抗。
徳川軍
特殊NPCの徳川家康の下に服部半蔵、本多忠勝、稲姫ら三河出身者たちが所属している。元は織田信長の同盟軍であったが、上杉軍と伊達軍を呼び寄せた武田軍に三方ヶ原で敗れてから、武田・風魔衆軍との抗争を重ねて再興し、暫くは四国より帰って来た武田軍と和睦・雌伏する。織田軍との決戦を進める中で、稲姫と一般武将であった真田信之の縁談を、忠勝が幸村を通して持ち掛けた。
西方武士団
前田・朝倉・近畿豪族軍
武士団の旗頭・前田慶次が率いる傾奇者たちと、一般武将・朝倉義景が率いる越前出身者たちと、一般武将・松永久秀が率いる近畿の豪族たちの共同戦線。織田軍の上洛を近畿で阻み、姉川でも織田・徳川軍相手に浅井軍と共闘したうえ、織田軍に対して木津川口にも駆け付けた。その後、上杉連合を利用して織田信長の近畿より東への逃走を阻止した。堺の港より船を借りようとする武田軍に対すると抵抗した。信長死後、武田信玄と会談した末西国を治めるようになる。浅井夫婦が雲隠れを決断する場合、他の浅井軍を取り込んで浅井夫婦を追うも振り切られ、他の浅井軍を取り返されて織田軍本軍に殲滅されてしまう。
雑賀衆
雑賀孫市が率いる雑賀出身者たち。朝倉・近畿豪族軍に雇われたかどで木津川口にまで侵攻されてしまうも、喰い下がっているところに駆け付けた前田慶次に救われた。四国では武田軍に石川連合と共に復讐する。本能寺の変が起こると、隙を衝いて織田夫婦を撃とうとする。その他では前田慶次と行動を共にしていたが、彼による統治開始と同時に脱退、出奔する。
石川連合
石川五右衛門が、京都において阿国と、お遍路さんとなった武田軍の追跡において一般武将の大友宗麟や長宗我部元親や毛利元就や宇喜多直家が率いる豊後・土佐・安芸・備前出身者たちと共に行動したのである。京都を抜けてから、西方武士団の一員として駆け付け集結する。織田夫婦が伊賀越えに乗り出す場合は、既に伊賀に戻っているところであった。彼らと武田軍が京都で戦う際、更に一般武将である足利義輝を怒らせると、武田軍のほうを攻撃する。
織田軍
織田信長の下、明智光秀、羽柴秀吉、森蘭丸、濃姫、お市と尾張、尾張中村出身者たちが所属している。
織田夫婦
盟友の徳川軍と入れ替わりに堺に滞在した場合は明智・雑賀衆軍の攻撃をかわし、石川五右衛門をもよけつつ森軍と再会する。更に一般武将である斎藤道三が率いる美濃出身者たちも、東方武士団が侵攻して善戦すると東方武士団に挑戦。
羽柴軍
明智・森軍
羽柴軍と、森軍が説得に成功した場合の明智軍は、東方武士団と決戦の前に、石川連合を降してから、一般武将である島津義久と龍造寺隆信が率いる薩摩・肥後出身者たちを征伐。織田信長が近畿を追われても、彼らをまでも動員して守護する。織田家が天下を統一してからは、これら2者に日本が任され、森家がお目付け役に。明智家は一般武将の足利義昭の協力を受けることも。
浅井軍
特殊NPCである浅井長政が率いる越前出身者たち。雑賀・近畿豪族衆との戦いから帰って来た妻のお市が説得に成功した場合、浅井夫婦で小谷城から旅立ち、残る軍も朝倉軍瓦解後に従えた。